# Elskovsbarnet (film 1910)
Elskovsbarnet è un cortometraggio muto del 1910 diretto e interpretato da August Blom.

## Trama
Due ammiratori corteggiano Yvonne e, alla fine, lei accetta di sposare uno dei due. L'uomo, già impegnato in segreto con un'altra donna, decide di rompere con l'amante. Ma, quando questa, ricoverata in ospedale, lo chiama al suo capezzale, l'uomo pur se tra mille ripensamenti e incertezze, si reca da lei che, dal letto di morte, gli chiede di prendersi cura del suo bambino. Ritornato a casa, lui racconta tutta la storia alla moglie che, sentita la sua confessione, lo perdona, accogliendo in casa anche il piccolo orfano.

## Produzione
Il film fu prodotto dalla Nordisk Film Kompagni

## Distribuzione
Distribuito in Danimarca dalla Nordisk Film Kompagni, il film - un cortometraggio in una bobina della lunghezza di 304 metri - uscì in sala il 5 dicembre 1910. La Great Northern Film Company lo importò per il mercato degli Stati Uniti, dove fu distribuito dalla Motion Picture Distributors and Sales Company il 25 febbraio 1911 con il titolo His Great Duty.